# 연신
연신(燕信, ? ~ ?)은 백제 삼근왕(三斤王) 때의 대신이자 반란자로, 대성팔족(大姓八族) 중의 하나인 연씨(燕氏) 출신 귀족이다. 《삼국사기》에 보이는 연(燕)씨 귀족으로써는 최초로 등장하는 인물이다.

## 생애
16관등 중 3등급인 은솔(恩率)을 지냈다.
병관좌평인 권신 해구(解仇)가 문주왕(文周王)을 살해한 뒤,
삼근왕(三斤王) 때에도 계속 국정을 맡다가 478년(삼근왕 2) 1월에 대두성(大豆城)을 근거지로 반란을 일으켰을 때, 해구와 미리 반란을 공모했던 연신은 해구와 뜻을 같이하여 반란에 동참했다.
그러나 좌평(佐平) 진남(眞男)과 덕솔(德率) 진로(眞老)가 이끄는 2500명의 토벌군에게 크게 패하여, 해구는 붙잡혀 처형당했고,
연신은 고구려로 달아났으나 연신의 가족들은 모두 체포되어 웅진(熊津)의 시장에서 참수당했다.

## 같이 보기
- 곤지
- 해구 (백제)
- 문주왕
- 삼근왕
- 한국의 역사
- 삼국 시대